# A puro corazón
A puro corazón es una exitosa serie de televisión venezolana, producida por Laura Visconti Producciones y emitida por Televen en 2015 y 2016. Es una adaptación de César Sierra de la Serie juvenil, A todo corazón. 
Está protagonizada por José Ramón Barreto, Marialex Ramírez y Michelle De Andrade. y con la participación antagónica de Ángel Cueva.
Se estrenó el 14 de septiembre de 2015 en el horario prime time de las 8:00pm por Televen. Finalizando el 14 de marzo de 2016, durante su emisión, fue el programa más visto de todo el país. 
Desde el 14 de marzo de 2017, es emitida nuevamente en su país pero ahora por el canal TVes, en el horario de las 8:00 p. m..

## Sinopsis
La historia gira en torno a un grupo de estudiantes del último año de secundaria, la cual es una etapa trascendental en la vida de los adolescentes.
Saben que en poco tiempo más deberán enfrentarse a la línea imaginaria que los separa de la “otra vida”... la de los adultos. Saben que deberán asumir el riesgo y el compromiso de su propia vida.
Pero son jóvenes, y todo su equipaje de sueños y anhelos los ayudará a enfrentar las turbulencias de ese último año, descubriendo día a día situaciones inéditas: el amor y el desamor, la amistad y la traición, las ilusiones y los desengaños.

## Elenco
- Michelle De Andrade - Patricia "Paty" Gutiérrez Castro
- Marialex Ramírez - Gabriela Aristiguieta
- José Ramón Barreto - Alejandro Rodríguez García
- Edmary Fuentes - Carlota Torres Aristiguieta
- Eulices Alvarado - Elías "El Gato" Mujica
- Ángel Cueva - Manuel Arismendi
- Karlis Romero - Melissa Rodríguez García
- Rebeca Herrera - Lorena Sánchez
- Carla Gardié - Coraima "Cora" López
- Ever Bastidas - Leonardo Ramón "Leo" Gutiérrez Castro
- Daniela Dos Santos - Laura "Laurita" Palmero
- Erika Farías - Marycarmen Pérez
- Jhon Guitián - Máximo Palmero
- Viviana Majzoub - Jéssica Iturriza
- Honey Torrealba - Claudia Pérez
- Lino Bellini - Zacarías "Zacky" Mora
- Nathaly Acedo - Erika Villasmil
- Alejandro Grossmann - Randolfo "Randy" Palmero
- Guillermo Roa - Daniel "Danielito" Rodríguez García
- Beatriz Vázquez - Ana Cecilia García de Rodríguez
- Dayana López - Rosalba
- Alejandro Mata - Ernesto Rodríguez
- Aura Rivas - Fátima Pérez
- Esther Orjuela (†) - Profesora Irene Ortíz
- Sonia Villamizar - Olga Castro de Gutiérrez
- Margarita Hernández - Sofía Villasmil de Aristiguieta
- Rodolfo Drago - Fernando Aguirre
- Carlos Alvarado - Tiburcio "Tito" Pérez
- Karl Hoffman - Reinaldo Aristiguieta
- Henry Soto - José Ramón Gutiérrez
- Antonio Cuevas - Bartolo Palmero
- Adrián Delgado - Profesor Cristóbal Ortega[8]
- Anny Baquero - Profesora Teresa Ortega
- Karelis Hazbun - Mailin Acosta
- Nohely Arteaga - María Cristina de Aristiguieta
- Vanessa Silva - Libertad
- Daniela Alvarado - Profesora
- María Elena Heredia - Profesora de Ingles

## Versiones
- A puro corazón es una versión de la exitosa telenovela juvenil venezolana A todo corazón, realizada por Laura Visconti Producciones para la cadena Venevisión en el año 1997. Dicha telenovela le dio la fama a artistas como Gaby Espino, Adrián Delgado, Daniela Alvarado, Juan Alfonso Baptista y Lourdes Martínez.

- En 1999, Sky Quest Television en coproducción con Antena 3, realizó la versión española de la serie con el nombre Nada es para siempre el dramático fue emitido con mucho éxito.